# ゲハルド・ハサ
ゲハルド・ハサ（Gehard Hasa 、1997年2月23日 - ）は、アルバニア・ティラナ出身のプロサッカー選手。アルバニアのパルティザニ所属。ポジションは、ミッドフィールダー（攻撃的ミッドフィールダー）。